# Báthori Miklós (váci püspök)
Ecsedi Báthori Miklós (1435? – 1506) váci püspök, a humanizmus jeles magyar képviselője. Építkezéseinek nagy része elpusztult, de emléke máig él.

## Élete
Báthori István, a várnai csatában elesett korábbi országbíró és Butkai Borbála fiaként született. Öt fiú- és két lánytestvére volt.
Bolognában tanult Galeotto Marzio tanítványaként. 1469-től választott szerémi püspök, 1474-től haláláig váci püspök volt. Később is tartotta azokkal a kapcsolatot – Marsilio Ficino, Sebastiano Salvini –, akiket Itáliában megismert. Levelezett velük és Magyarországra hívta őket. Francesco Bandini a barátja volt, Marsilio Ficino a filozófiai munkáját ajánlotta neki, levelezett Guarino Veronese fiával, Battistával is.
Kezdetben Mátyás király nagyra becsülte őt, váci építkezéseire a budai palotában dolgozó mestereket fogadta fel. A püspök állandóan képezte magát, Ciceróját még a királyi tanácsba is magával vitte. Ficino egy leveléből tudjuk, hogy ő és a király is nagyon érdeklődőtt Platón iránt. Igazi reneszánsz udvart épített ki, amelynek jelentősége különösen megnőtt Vitéz János esztergomi érsek 1472-es halála után. Ekkor már szívesebben tartózkodtak a humanisták Vácott, mint Esztergomban vagy Budán. Az 1480-as évek elején azonban a király megharagudott rá.
Nógrádi birtokain is építkezett, a nógrádi várat az itáliai származású Traguinus Jakab építész tervei alapján kibővíttette és megerősíttette.
Mátyás halála után Vácott főiskolát alapított, ahol az összes tudományt tanították olyan híres itáliai professzorok, mint Pescennio Francesco Negro és Bernardino d'Udine.
1506. február 24-én hunyt el. Sírkövének egy töredékére, beépítve a ferences templom refektóriumába találtak rá, ennek feliratát egy korabeli feljegyzésből ismerjük.

## Jelentősége
Tevékenysége nyomán Vác békés virágzásnak indult, aminek csak a török hódítás vetett véget a 16. század végén. 
Udvara a művészetek fellegvára volt. Szobrászokat, festőket, építészeket hívott a városba.
Írt egy verses történeti művet, amely azonban elveszett.
Könyvtárának egyetlen hiteles darabját (Cicero: Tusculanarum quaestionum liber Tusculanumi kérdések könyve) ismerjük, de több más konkrét könyvről is sejtjük, hogy eredetileg az könyvtárát gazdagította.